# شهرستان یلخوفسکی
شهرستان یلخوفسکی (به لاتین: Yelkhovsky District) یک شهرستان در روسیه است که در استان سامارا واقع شده‌است.